# بول غروس
بول غروس (بالإنجليزية: Paul Gross)‏ (و. 1959 – م) هو ممثل، وكاتب سيناريو، ومنتج أفلام، ومخرج سينمائي، ومؤلفو موسيقى تصويرية، من كندا، ولد في كالغاري.

## التعليم
تعلم في جامعة ألبرتا.

## جوائز
حصل على جوائز منها:
- جائزة دورا مافور مور [الإنجليزية]‏
- جائزة الحاكم العام للفنون الاستعراضية [الإنجليزية]‏.

## وصلات خارجية
- بول غروس على موقع IMDb (الإنجليزية)
- بول غروس على موقع ألو سيني (الفرنسية)
- بول غروس على موقع ميوزك برينز (الإنجليزية)
- بول غروس على موقع أول موفي (الإنجليزية)
- بول غروس على موقع قاعدة بيانات برودواي على الإنترنت (الإنجليزية)
- بول غروس على موقع قاعدة بيانات الأفلام السويدية (السويدية)
- بول غروس على موقع إن إن دي بي (الإنجليزية)
- بول غروس على موقع ديسكوغز (الإنجليزية)
- بول غروس على موقع قاعدة بيانات الفيلم (الإنجليزية)
- بول غروس على موقع كينوبويسك (الروسية)